# I Against I
I Against I è il terzo album in studio dei Bad Brains, pubblicato nel 1986 dalla SST Records. Il disco fu accolto molto bene dalla critica e dal pubblico, ed è tuttora il maggior successo commerciale della band.
Si dice che la voce nel brano "Sacred Love" sia stata registrata con una telefonata dalla prigione dove il cantante H.R. era detenuto in quel periodo.

## Tracce
1. Intro - 1:02 - (Miller, Jenifer)
2. I Against I - 2:50 - (Hudson, Miller, Jenifer)
3. House of Suffering - 2:29 - (Hudson, Miller)
4. Re-Ignition - 4:16 - (Hudson, Miller, Jenifer)
5. Secret 77 - 4:04 - (Hudson, Miller, Jenifer)
6. Let Me Help - 2:17 - (Hudson, Miller, Jenifer)
7. She's Calling You - 3:42 - (Hudson, Jenifer)
8. Sacred Love - 3:40 - (Hudson, Miller, Jenifer)
9. Hired Gun - 3:45 - (Hudson, Miller, Jenifer)
10. Return to Heaven - 3:19 - (Hudson, Miller, Jenifer)

## Formazione
- H.R. - voce
- Dr. Know - chitarra
- Darryl Jenifer - basso
- Earl Hudson - batteria